# Александров, Александр Павлович (космонавт)
Алекса́ндр Па́влович Алекса́ндров (род. 20 февраля 1943, Москва) — бортинженер космического корабля «Союз Т-9», орбитального комплекса «Салют-7» — «Космос-1443» и космического корабля «Союз ТМ-3», орбитального комплекса «Мир» — «Квант» — «Союз ТМ-2», лётчик-космонавт СССР(23 ноября 1983), дважды Герой Советского Союза — 55-й советский космонавт.

## Биография
Родился 20 февраля 1943 года в Москве. Русский. Учился в школе № 1 посёлка Загорянский. Член КПСС с 1970. В 1960—1963 годах курсант радиотехнического факультета Серпуховского военного авиационно-технического училища спецслужб ВВС СССР (окончил 2 курса). В 1963 году закончил один курс Серпуховского высшего командно-инженерного училища. В связи с расформированием радиотехнического факультета переведён на действительную военную службу. В 1969 году окончил вечерний факультет МВТУ им. Н. Э. Баумана по специальности «инженер-электромеханик».
С ноября 1963 по август 1964 — в рядах Советской Армии. Демобилизован досрочно в связи с потерей кормильца в семье после смерти отца.
С сентября 1964 работал техником в ОКБ-1, с ноября 1969 — инженер, с сентября 1971 — старший инженер, с декабря 1973 — ведущий инженер, с апреля 1975 — начальник группы. Занимался отработкой специального стенда и проведением тренировок на тренажёре облётного лунного корабля Л-1 (11Ф91, «Зонд»). Участвовал в лётно-конструкторских испытаниях Л-1, космического корабля «Союз» и орбитальной станции «Салют» (ДОС-17К). Занимался разработкой методик тренировок космонавтов для полётов на этих изделиях, проводил тренировки экипажей.
В 1973 году был одним из руководителей группы молодых учёных и специалистов на сессии Международного комитета по исследованию космического пространства (КОСПАР) в ФРГ.
С марта 1977 — ведущий инженер и одновременно сменный руководитель полёта орбитальной станции «Салют-6» и ТКГ «Прогресс»
С декабря 1978 — в отряде космонавтов. С 1981 года готовился к полёту на станции «Салют-7» (сначала с В. Джанибековым, потом с В. Ляховым. 20 апреля 1983 года был дублёром бортинженера КК «Союз Т-8» Г. Стрекалова.
Первый космический полёт совершил с 27 июня по 23 ноября 1983 года совместно с В. А. Ляховым в качестве бортинженера на космическом корабле «Союз Т-9» и орбитальном комплексе «Салют-7» — «Космос-1443». В ходе полёта выполнена обширная программа научно-технических и медико-биологических исследований, принято последовательно 2 грузовых транспортных корабля, осуществлено 2 выхода в открытый космос для установки дополнительных панелей солнечных батарей (общей продолжительность 5 ч 45 мин). Впервые выполнены монтаж, работы по наращиванию конструкционных элементов орбитального комплекса. Общая продолжительность полёта — 149 сут 10 час 46 мин. Позывной — Протон-2.
За осуществление полёта и проявленные при этом мужество и героизм Указом Президиума Верховного Совета СССР от 23 ноября 1983 года А. П. Александрову присвоено звание Героя Советского Союза с вручением ордена Ленина и медали «Золотая Звезда».
С сентября 1984 по март 1985 проходил подготовку в качестве бортинженера дублирующего экипажа по программе длительного полёта на орбитальной станции «Салют-7» вместе с А. Викторенко и Е. Салеем. С марта по май 1985 проходил непосредственную подготовку в качестве бортинженера дублирующего экипажа КК «Союз Т-13» по программе ремонта орбитальной станции «Салют-7» вместе с Л. Поповым. 6 июня 1985 года был дублёром бортинженера КК «Союз Т-13» В. Савиных. С ноября 1985 по март 1986 проходил непосредственную подготовку в качестве бортинженера второго экипажа КК «Союз Т-15» по программе полёта на орбитальном комплексе «Мир» с перелётом на орбитальную станцию «Салют-7» и обратно вместе с А. Викторенко. 6 июня 1985 года был дублёром бортинженера КК «Союз Т-15» В. Соловьёва. 

С сентября 1986 по июль 1987 проходил подготовку в качестве бортинженера по программе 1-й экспедиции посещения орбитального комплекса «Мир» и советско-сирийской программе.
Второй космический полёт совершил с 22 июля по 29 декабря 1987 года совместно с А. С. Викторенко и космонавтом-исследователем Сирийской Арабской Республики М. А. Фарисом в качестве бортинженера на космическом корабле «Союз ТМ-3» на орбитальном комплексе «Мир»" — «Квант» — «Союз ТМ-2» (экипаж: Ю. В. Романенко, А. И. Лавейкин). Впервые произведена частичная смена экипажа основной экспедиции: заболевший бортинженер А. Лавейкин возвратился на Землю с экспедицией посещения на космическом корабле «Союз ТМ-2», а А. Александров продолжил полёт совместно с Ю. Романенко.
23 декабря к орбитальному комплексу был пристыкован космический корабль «Союз ТМ-4» (экипаж: В. Г. Титов, М.X. Манаров, А. С. Левченко). После недельной совместной работы 29 декабря А. Александров вместе с Ю. Романенко и А. Левченко возвратился на Землю на КК «Союз ТМ-3». В ходе полёта была выполнена программа научно-технических и медико-биологических исследований, в том числе с использованием научного оборудования астрофизического модуля «Квант». Общая продолжительность полёта — 160 сут 07 час 16 мин 58 сек. Позывной — Витязь-2 / Таймыр-2.
За успешное выполнение полёта Указом Президиума Верховного Совета СССР от 29 декабря 1987 года награждён 2-й медалью «Золотая Звезда» с вручением ордена Ленина.
Статистика
| # | Стартовый корабль | Старт, UTC        | Экспедиция        | Корабль посадки | Посадка, UTC      | Налёт                        | Выходы в открытый космос | Время в открытом космосе |
| - | ----------------- | ----------------- | ----------------- | --------------- | ----------------- | ---------------------------- | ------------------------ | ------------------------ |
| 1 | Союз Т-9          | 27.06.1983, 09:12 | Союз Т-9, Салют-7 | Союз Т-9        | 23.11.1983, 19:58 | 149 суток 10 часов 46 минут  | 2                        | 05 часов 45 минут        |
| 2 | Союз ТМ-3         | 22.07.1987, 01:59 | Союз ТМ-3, Мир    | Союз ТМ-3       | 29.12.1987, 09:15 | 160 суток 07 часов 16 минут  | 0                        | 0                        |
|   |                   |                   |                   |                 |                   | 309 суток 18 часов 02 минуты | 2                        | 05 часов 45 минут        |

С мая по июль 1991 года проходил подготовку в качестве бортинженера 1-го экипажа экспедиции посещения ОК «Мир» с участием представителя Казахстана совместно с В. Корзуном и Т. Аубакировым. Подготовка была прервана в связи с сокращением программы космических полётов и включением казахского космонавта в состав советско-австрийского экипажа.
26 октября 1993 года отчислен из отряда космонавтов по выслуге лет, работал в НПО(РКК) «Энергия». В декабре 1995 года баллотировался в Государственную думу РФ как независимый кандидат, но избран не был.
С декабря 1996 года руководитель лётно-испытательной службы РКК «Энергия».
С октября 1987 — доктор технических наук, с 1997 — академик Международной академии информатизации. Имеет ряд печатных работ и 3 рационализаторских предложения. С марта 1988 — космонавт 1-го класса. Имеет 1-й разряд по горнолыжному спорту.
Являлся секретарём секции Федерации космонавтики СССР, членом совета общества «Родина».
Увлечения: горнолыжный спорт, автоспорт, теннис.

## Семья
- Отец — Павел Сергеевич Александров (1907—1964), сотрудник МосГИРДа, военнослужащий. После выхода на пенсию с 1956 работал старшим инженером ЦКБЭМ.
- Мать — Валентина Васильевна Александрова (Иванова) (1912—1998), сотрудница МосГИРДа, техник-конструктор ЦКБЭМ.
- Брат — Анатолий Павлович Александров (1939 г.р.), зам.начальника отдела ГКБ РКК «Энергия».
- Жена — Наталия Валентиновна Александрова (Щедрина) (1948 г.р.), работала инженером в НПО «Энергия».
- Сын — Сергей Александрович Александров (1977—2000).
- Дочь — Ирина Александровна Александрова (1982 г.р.).
- Внук — Никита Валентинович Баранов (2011 г.р.)

## Сочинения
- Сборочно-монтажные и ремонтно-восстановительные работы в космическом пространстве (1990, в соавторстве).
- РКК «Энергия» им. С. П. Королёва (1996, в соавторстве)

## Награды
- Дважды Герой Советского Союза (23.11.1983, 29.12.1987)
- Два ордена Ленина (23.11.1983, 29.12.1987)
- Медаль «За заслуги в освоении космоса» (12 апреля 2011 года) — за большие заслуги в области исследования, освоения и использования космического пространства, многолетнюю добросовестную работу, активную общественную деятельность[3]
- Медаль Алексея Леонова (Кемеровская область, 2015) — за два совершённых выхода в открытый космос[4]
- Герой Сирийской Арабской Республики (1987)
- Орден Дружбы (Сирия, 1987).
- Государственная премия Российской Федерации в области науки и техники (13 декабря 2003 года) — за разработку и внедрение на орбитальном комплексе «Мир» и российском сегменте Международной космической станции методологии и прогрессивных технологий реализации научно-исследовательских программ[5]
- Государственная премия Украинской ССР в области науки и техники за цикл работ «Физические основы управления свойствами материалов и приборов с твёрдотельным электронным действием работы» (13 декабря 1983 года).
- Благодарность Президента Российской Федерации (17 февраля 2003 года) — за большой личный вклад в развитие отечественной пилотируемой космонавтики и многолетний добросовестный труд[6].
- Почётный гражданин городов Антрацит, Аркалык, Джезказган, Ленинабад, Калуга, Фонтене.